# Немачка 10. оклопна дивизија
10. оклопна дивизија формирана је 1939. године и током инвазије на Пољску (1939) била је резервна јединица Групе армија „Север“. Учествовала је у инвазији на Француску (1940) и у операцији „Барбароса“ као део Групе армија „Центар“ (1941). Након што је претрпела тешке губитке на Источном фронту послата је у Француску ради попуне и опоравка. Ту је представљала стратешку резерву у случају савезничке инвазије. Учествовала је у борбама у Тунису након операције „Бакља“ (1942). У потпуности је изгубљена када су снаге осовине капитулирале у Северној Африци. Вермахт је у овом периоду рата изгубио многе дивизије (нарочити у бици за Стаљинград) које никада нису поново обновљене.